# اسلیم سامرویل
اسلیم سامرویل (انگلیسی: Slim Summerville؛ ‏ ۱۰ ژوئیهٔ ۱۸۹۲ – ۵ ژانویهٔ ۱۹۴۶) بازیگر و کارگردان فیلم اهل ایالات متحده آمریکا بود.

## گزیده فیلم‌شناسی
- میراث هافمایر (۱۹۱۲)
- روز شلوغ میبل (۱۹۱۴)
- چاقالو و وارثه (۱۹۱۴)
- گاز خنده (فیلم ۱۹۱۴) (۱۹۱۴)
- آن روزهای خوش (۱۹۱۴)
- خمیر و دینامیت (۱۹۱۴)
- عشق جریحه‌دارشده تیلی (۱۹۱۴)
- بخت عاشقان (۱۹۱۴)
- به‌دنبال لیزی استری (۱۹۱۴)
- عاشقانه‌ای بر زورق (۱۹۱۴)
- قهقه‌های مینی و چاقالو (۱۹۱۴)
- شلوار جادویی چاقالو (۱۹۱۴)
- تظاهر اجتماعی آنها (۱۹۱۵)
- آن حلقه کوچک طلا (۱۹۱۵)
- نقش جدید چاقالو (۱۹۱۵)
- چاقالو و ستارگان برادوی (۱۹۱۵)
- آخرین اخطار (۱۹۲۸)
- پسر قوی (۱۹۲۹)
- سلطان جاز (۱۹۳۰)
- در جبهه غرب خبری نیست (۱۹۳۰)
- صفحه نخست (۱۹۳۱)
- خواهر خبیث (۱۹۳۱)
- پست هوایی (۱۹۳۲)
- پرندگان عشق (۱۹۳۴)
- سپیددندان (۱۹۳۶)
- راه بازگشت (۱۹۳۷)
- جسی جیمز (۱۹۳۹)
- آن در ویندی پاپلز (۱۹۴۰)
- وسترن یونیون (۱۹۴۱)
- جاده تنباکو (۱۹۴۱)
- آبشار نیاگارا (۱۹۴۱)